# 李森阳
李森阳（1960年8月—），男，汉族，黑龙江望奎人，天津市政协常委、天津市政协经济委员会主任，毕业于东北林学院。

## 生平[1]
1979年9月至1983年9月，东北林学院林学系林业专业学生。1983年9月至1994年4月，天津市农林局林业工作站干部、科长。1994年4月至1996年12月，天津市农林局林业工作站副站长。1994年6月，加入中国共产党。1995年9月至1995年12月，参加天津市委党校培训一班学习。1996年12月至2003年12月，天津市林业局副局长。2003年12月至2009年11月，天津市林业局（天津市绿化委员会办公室）局长（主任）。2009年11月至2010年10月，天津市农村工作委员会副主任(兼)、天津市林业局（天津市绿化委员会办公室）党委书记、局长（主任）。2010年10月至2011年11月，天津市农村工作委员会副主任。2011年11月至2011年12月，中共天津市宝坻区区委常委。2011年12月至2013年3月，天津市宝坻区委常委、副区长。2013年3月至，天津市宝坻区委副书记、区长。2015年12月至2019年1月31日，天津市人民政府副秘书长（正局级）。2019年1月17日至2021年1月13日，天津市政协第十四届委员会常务委员、天津市政协农业和农村委员会主任。2021年1月13日至今，天津市政协第十四届委员会常务委员、天津市政协经济委员会主任。